# Anthé
Anthé település Franciaországban, Lot-et-Garonne megyében. Lakosainak száma 200 fő (2022. január 1.). Anthé Tournon-d’Agenais, Montaigu-de-Quercy, Roquecor, Valeilles és Cazideroque községekkel határos.

## Népesség
A település népességének változása:
| Lakosok száma | 235  | 218  | 202  | 215  | 197  | 203  | 201  | 199  | 198  | 200  |
|               | 1968 | 1982 | 1990 | 2006 | 2013 | 2015 | 2017 | 2019 | 2020 | 2022 |